# Ларрі Волл
Ларрі Волл (англ. Larry Wall; нар. 27 вересня 1954, Лос-Анджелес, Каліфорнія, США) — програміст і письменник, створив мову програмування Perl.

## Життєпис
Ларрі Волл народився 27 вересня 1954 року в Лос-Анджелесі у сім'ї протестантських пасторів та виріс у невеличкому містечку Бремертоні, що в штаті Вашингтон. У дитинстві мріяв стати християнським служителем.
Під час навчання, протягом трьох років Ларрі працював у комп'ютерному центрі університету.
Після завершення навчання в університеті, Ларрі з дружиною (Ґлорією Борн) працювали перекладачами Біблії, після чого обоє вступили до аспірантури Каліфорнійського університету в Берклі, де вивчали мовознавство. Вони мали на думці віднайти якусь неписемну мову, наприклад в Африці, та придумати для неї писемність. Але через причини, пов'язані зі здоров'ям, їм довелося відмовитись від свого наміру та залишитись у Сполучених Штатах. Натомість Ларрі розпочав роботу в Лабораторії реактивного руху НАСА. У вільний він час розробляв програми для UNIX. Саме в той час, 1984 року, він створив застосунок rn (newsreader). А 1987 року з'явилася мова програмування Perl.
З 1995 до 2002 Ларрі Волл працював у компанії O'Reilly & Associates, видавця його книг.
2004 року  Ларрі Волл зайняв посаду старшого наукового співробітника, а фактично «головного програміста» в NetLabs.
Зараз Ларрі продовжує розвивати мову Perl під патронатом O’Reilly і живе разом зі своєю дружиною-письменницею та чотирма дітьми в містечку Маунтін-В'ю, що в Каліфорнії.
Автор Perl ніколи не ставив за мету одержання прибутку. Навпаки, він зробив суттєвий внесок у розвиток культури вільного поширення програм разом з їхнім початковим кодом як інструменту в роботі програмістів. Нову мову програмування Волл розробляв для того, щоб вирішувати ті проблеми, які він зустрічав під час своєї роботи. Коли перша версія мови побачила світ, Ларрі забезпечив відкритий доступ до початкового коду самої програми. Будь-хто може безкоштовно завантажити Perl і користуватися ним незалежно від того, розроблятиме він домашню сторінку чи багатомільйонний інтернет-проект. Завдяки мові Perl стартували такі проекти як Yahoo, Amazon та мільйони інших сайтів[джерело?].

## Освіта
Ларрі одержав ступінь бакалавра за спеціальністю мовознавство в християнському Тихоокеанському університеті Сієтлу) 1976 року.
У подальшому його наукова діяльність була присвячена лінгвістичним дослідженням та перекладу Біблії.